# Klaus Schmidt (Archäologe)

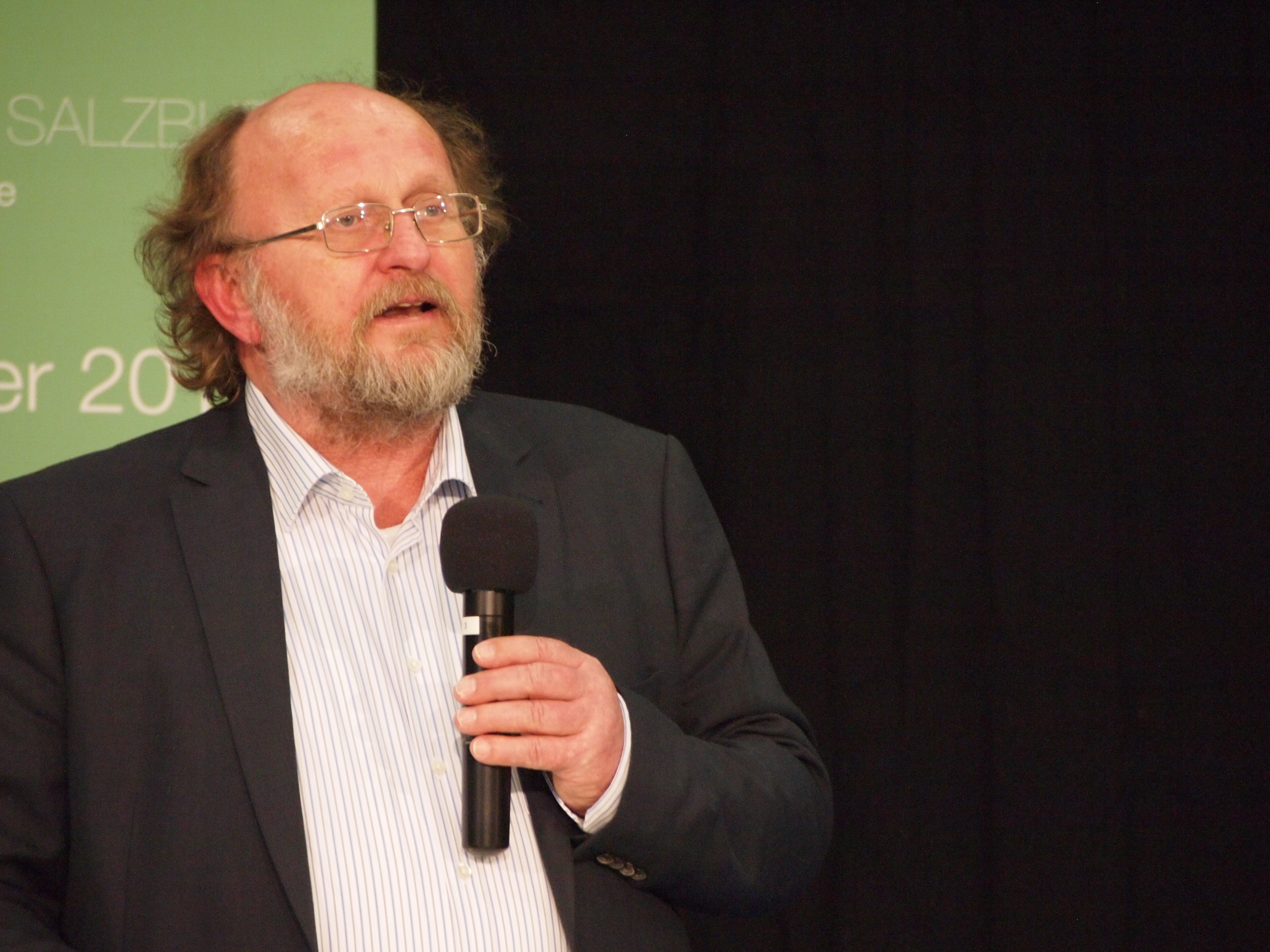
Klaus Schmidt auf der Monumento 2014

Klaus Peter Schmidt (* 11. Dezember 1953 in Feuchtwangen; † 20. Juli 2014 in Ückeritz) war ein deutscher Prähistoriker. Er leitete ab 1995 die Ausgrabungen am Göbekli Tepe.

## Leben
Klaus Schmidt studierte von 1974 bis 1983 Ur- und Frühgeschichte sowie Klassische Archäologie und Geologie an den Universitäten Erlangen und Heidelberg. 1983 wurde Schmidt in Heidelberg bei Harald Hauptmann promoviert. 1984 bis 1986 erhielt er das Reisestipendium des Deutschen Archäologischen Instituts. Von 1986 bis 1995 war er Forschungsstipendiat der Deutschen Forschungsgemeinschaft und wissenschaftlicher Angestellter am Institut für Ur- und Frühgeschichte der Universität Heidelberg und arbeitete an unterschiedlichen Projekten des Deutschen Archäologischen Instituts und der Universität Heidelberg mit. Ab 1995 war Klaus Schmidt Leiter der Ausgrabungen am Gürcütepe und am Göbekli Tepe. 1999 habilitierte er sich an der Universität Erlangen, wo er ab 2000 als Privatdozent für Ur- und Frühgeschichte am Institut für Ur- und Frühgeschichte tätig war; 2007 wurde er an der Universität Erlangen zum außerplanmäßigen Professor ernannt. Von 2001 an war er Referent für prähistorische Archäologie Vorderasiens bei der Orient-Abteilung des Deutschen Archäologischen Instituts. Schmidt war seit 2006 korrespondierendes Mitglied des Deutschen Archäologischen Instituts.
Besonderes Aufsehen erregten die Ausgrabungen am Göbekli Tepe nach der Veröffentlichung des Buches Sie bauten die ersten Tempel. Das rätselhafte Heiligtum der Steinzeitjäger.
Klaus Schmidt war mit der türkischen Archäologin Çiğdem Köksal-Schmidt verheiratet. Er starb im Alter von 60 Jahren während eines Badeurlaubs auf der Ostseeinsel Usedom an einem Herzinfarkt.

## Schriften (Auswahl)
- Norsuntepe. Kleinfunde I. Die lithische Industrie. 1996.
- Frühneolithische Tempel. Ein Forschungsbericht zum präkeramischen Neolithikum Obermesopotamiens. In: Mitteilungen der deutschen Orient-Gesellschaft 130, 1998, ISSN 0342-118X, S. 17–49.
- Göbekli Tepe, Southeastern Turkey. A preliminary Report on the 1995–1999 Excavations. In: Paléorient 26, 2001, ISSN 0153-9345, S. 45–54 (Volltext).
- Norsuntepe. Kleinfunde II. Artefakte aus Felsgestein, Knochen und Geweih, Ton, Metall und Glas. 2002 (Volltext).
- mit Joris Peters: Animals in the symbolic world of Pre-Pottery Neolithic Göbekli Tepe, south-eastern Turkey: a preliminary assessment. In: Anthropozoologica 39, 1, 2004, ISSN 0761-3032, S. 179–218 (Volltext).
- Sie bauten die ersten Tempel. Das rätselhafte Heiligtum der Steinzeitjäger. Die archäologische Entdeckung am Göbekli Tepe. Beck, München 2006; 2., verbesserte Auflage 2006; 3., erweiterte und aktualisierte Auflage 2007, ISBN 978-3-406-53500-0.